# 박우정 (정치인)
박우정(朴禹廷, 1945년 5월 17일 ~ )은 대한민국의 정치인이다. 제46대 전라북도 고창군수이다.

## 학력
- 1952 ~ 1958 고창초등학교 졸업
- 1958 ~ 1961 고창중학교 졸업
- 1961 ~ 1964 고창고등학교 졸업
- 1964 ~ 1968 건국대학교 농학 학사

## 경력
- 민주당 전북도당 부위원장
- 전북애향운동본부 고창군 본부장
- 2014.07 ~ 2018.06 제46대 민선 6기 전라북도 고창군수(초선, 더불어민주당)

## 역대 선거 결과
|  | 50.15% |

|  | 48.48% |